# Kazimierz Rutkowski
Pour les articles homonymes, voir Rutkowski.
 (novembre 2013).
Si vous disposez d'ouvrages ou d'articles de référence ou si vous connaissez des sites web de qualité traitant du thème abordé ici, merci de compléter l'article en donnant les références utiles à sa vérifiabilité et en les liant à la section « Notes et références ».
Kazimierz Rutkowski (né le 24 mai 1914 à Liszno en Pologne - mort le 3 mai 1995 à San Diego) est un pilote de chasse polonais, as des forces armées polonaises de la Seconde Guerre mondiale, titulaire de cinq victoires homologuées.

## Biographie
Kazimierz Rutkowski termine l'école des cadets officiers de la force aérienne à Dęblin en 1938, la même année il reçoit son affectation à la 132e escadrille de chasse. Pendant la mobilisation en août 1939, il est affecté à la 36e escadrille d'observation. Le 9 septembre 1939 il est abattu et atterrit d'urgence.
Après la campagne de Pologne il gagne l'Angleterre. Le 4 septembre 1940 il incorpore la 306e escadrille de chasse polonaise. En décembre 1940 il est victime d'un accident grave et le 19 mai 1941 blessé au combat. Après sa convalescence il rejoint la 317e escadrille de chasse polonaise. Il remporte sa première victoire le 18 décembre 1941 sur un Bf 109. Le 23 août 1942 il devient le commandant de la 306e escadrille de chasse polonaise. Le 11 mai 1944 le capitaine Rutkowski se porte volontaire pour rejoindre le 61 Fighter Squadron de l'USAAF. Le 11 octobre 1944 il prend le commandement du 3rd Polish Fighter Wing.

## Décorations
- Ordre militaire de Virtuti Militari
- La croix de la Valeur Krzyż Walecznych- 3 fois
- Distinguished Flying Cross - britannique

## Tableau de chasse
| Date       | Appareil(s) abattu(s)    |
| ---------- | ------------------------ |
| 18/12/1941 | Messerschmitt Bf 109     |
| 30/12/1941 | Messerschmitt Bf 109     |
| 19/08/1942 | Heinkel He 111           |
| 19/08/1942 | Dornier do 217           |
| 15/02/1943 | Fw 190                   |
| 18/10/1944 | 1/2 Messerschmitt Bf 109 |